# Lin Gaoyuan
Lin Gaoyuan (chino tradicional: 林/ 锆钻; chino simplificado: 临/ 糕纂; * 19 de marzo de 1995 en Shenzhen) es un jugador de tenis de mesa chino. En 2018 se convirtió en campeón del mundo con el equipo chino. Con el tercer puesto en el ranking mundial también alcanzó su mejor marca personal en 2018. En 2017 también ganó la Copa Asiática. En 2018 fracasó en la final contra Fan Zhendong. Lin es ganador múltiple en los torneos mundiales de individuales y dobles. Ha estado jugando para adultos desde 2012. Actualmente ocupa el 4° lugar en el ranking mundial de la ITTF.

## Palmarés internacional
| Campeonato Mundial | Campeonato Mundial | Campeonato Mundial | Campeonato Mundial |
| Año                | Lugar              | Medalla            | Prueba             |
| ------------------ | ------------------ | ------------------ | ------------------ |
| 2018               | Halmstad           | Medalla de oro     | Equipo             |
| 2019               | Budapest           | Medalla de bronce  | Dobles masculino   |
| 2021               | Houston            | Medalla de bronce  | Dobles mixto       |
| 2021               | Houston            | Medalla de bronce  | Dobles masculino   |
| 2022               | Chengdu            | Medalla de oro     | Equipo             |

## Títulos
Individual:
- Campeón del Mundo con el equipo 2018[3] después de siete partidos
- Copa de Asiática: 1° 2017, 2° 2018, perdiendo en la final contra Fan Zhendong
- Campeonato de Asia: 2º 2019, perdiendo en la final contra Xu Xin
- Juegos Asiáticos: 1° en 2018
- Campeonato Mundial Juvenil: 3° en 2010 y 2011
- Copa del Mundo: 2017 cuartos de final contra Timo Boll (3-4)
- Copa del Mundo: 2018 3º, derrotando en el partido por la medalla de bronce a Dimitrij Ovtcharov (4-1)

Dobles masculino:
- Campeonato de Asia: 1° 2017 formando pareja con Fan Zhendong y en 2019 formando pareja con Liang Jingkun
- Campeonato Mundial Juvenil: 2012 plata, 2009 y 2011 bronce
- Campeonato Asiático Juvenil: 1° en 2011

Dobles mixtos:
- Juegos Asiáticos: 1° en 2018 con Zhu Yuling

Equipo:
- Campeonato del Mundo: 2018 oro
- Juegos Asiáticos: 1° 2018
- Campeonato Mundial Juvenil: 2009-2012 oro